# Václav Svěrkoš
Václav Svěrkoš (Třinec, 1983. november 1. –) cseh válogatott labdarúgó.

## Pályafutása

### Gambrinus liga
Svěrkoš első (még junior) csapata a VP Frýdek-Místek volt. 14 éves korában váltott, és a Baník Ostravához igazolt, ahol 2001-ben, alig 18 évesen be is mutatkozhatott a cseh első osztályban. Svěrkoš nagyszerűen mutatkozott be, és többek között az ő segítségével a sziléziai kiscsapat Milan Baros távozása óta a legjobb eredményt érte el a bajnokságban. A 26 meccsen szerzett 14 gól, valamint a jó játék a cseh U21-es válogatottban felkeltette a német Mönchengladbach érdeklődését is, és le is igazolták Svěrkošt. A posztján ekkor még a Chelseatől kölcsönben szereplő Mikael Forssell szerepelt, ám miután a Gladbach nem tudta meghosszabbítani ezt a kölcsönszerződést, Svěrkoš lépett Forssell helyébe, és csapata egyik legjobbjává vált.

### A Bundesligában
A Mönchengladbachnál nem sikerült a legjobban a beilleszkedés, ugyanis az első szezon elég „döcögősen” indult, 31 meccsen mindössze 9 gólt szerzett. Első igazán jó meccse itt a Német Kupa nyolcaddöntőjében volt, ekkor a Stuttgart elleni 4:2-es győzelemből klasszikus mesterhármassal vette ki a részét.
Egy évvel később a Gladbach éppen csak elkerülte a kiesést, ekkor Svěrkoš összesen 7 gólt rúgott a szezonban. Az U21-es válogatottban ellenben nagyon jól ment neki a játék,  és ebben az évben a nemzeti csapat kapitánya lett. Ám hiába a nagyszerű kezés, a 3. idény szörnyen alakult Svěrkoš számára. Magánéleti problémák, aminek a következménye nagyon gyenge forma lett, és ekkor úgy döntött, itt az ideje a váltásnak, és az UEFA-kupában szereplő Herthához került kölcsönbe a szezon hátralévő részére 2005 decemberében. Ám a Herthánál sem találta meg a számításait, és nyáron, a szezon végén visszakerült a Mönchengladbachhoz, bár legszívesebben inkább eligazolt volna. Ehelyett végigszenvedett egy újabb szezont a csapatnál, és mivel továbbra sem játszott jól, 2007 nyarán immár el tudott igazolni, és visszatért nevelőegyesületéhez, a Baník Ostravához.

### Ismét Csehországban
Miután visszatért első profi csapatához, a Baník Ostravához, Svěrkoš ismét magára talált, és újra jól játszott. Ennek meg is lett az eredménye, ugyanis bekerült az Eb-re utazó cseh keretbe, ahol egyelőre még nem jut neki kulcsszerep.

## A válogatottban
Svěrkoš 2008-ban, az Eb-selejtezők idején került be a válogatottba, és ezek közül kettőn szerepelt. Bekerült a 2008-as Eb-re készülő cseh keretbe, és rögtön első Eb-meccsén, Koller helyére beállva, megszerezte első gólját Svájc ellen.

### Góljai a nemzeti csapatban
| #  | Dátum           | Helyszín     | Ellenfél | Eredmény | Végeredmény | Esemény   |
| -- | --------------- | ------------ | -------- | -------- | ----------- | --------- |
| 1. | 2008. június 7. | Bázel, Svájc | Svájc    | 1-0      | 1-0         | Euro 2008 |

## Külső hivatkozások
- Játékosprofilja a Baník Ostrava oldalán (csehül)